# Mar i muntanya
Mar i muntanya és una categoria de plats típics de les terres de la Costa Brava que, com son nom indica, combina elements típics de la cuina de muntanya (generalment carn) amb els propis de la de zones costaneres (generalment peix o marisc). En són exemples el pollastre amb llagosta, el pollastre amb escamarlans o l'arròs mar i muntanya amb carn i marisc. Aquest plat té una dificultat mitjana d'elaboració, el seu temps de cocció és d'una hora i mitja aproximadament.